# عبد الله الركيبي
عبد الله الركيبي (1928 - 19 أبريل 2011)، هو أديب وكاتب وسياسي جزائري، كان رئيسا لاتحاد الكتاب الجزائريين. وهو يعد من الجيل المؤسس للأدب الجزائري الحديث. ويعد من رواد النقد الأدبي في الجـزائر الذين لهم ساهموا في نقد الحكاية الشعبية الجزائرية والتعريف بها.

## سيرة
كان ثائرا قبل الثورة التحريرية الجزائرية، ناضل في حزب الشعب الجزائري سياسيًا، وفي جمعية العلماء المسلمين الجزائريين ثقافيًا. درس بجامعة الزيتونة، فاز في مسابقة أدبية التي أعلنتها جمعية البعثة التابعة لجمعية العلماء بقصة (الطاغية الأعرج) التي رمز بها إلى (ڤايد) بلدته جمورة. ثم أرسلت جمعية البعثة القصة الفائزة مع صورة صاحبها إلى البصائر فنشرتهما، فكانت قصة الطاغية الأعرج هي أول إنتاج أدبي ـ سياسي نشر له، وبعدما نال شهادة التحصيل من الزيتونة سنة 1954، رجع إلى الوطن ودخل ميدان التعليم عند جمعية العلماء في مدرسة ندرومة قرب تلمسان إلى أن ألقي عليه القبض ربما سنة 1956، وسيق إلى محتشد بآفلو. ثم فر منه إلى بلدته جمورة بولاية بسكرة، حيث فرضت عليه الإقامة بهذه المدينة، ولكنه في عام 1958 تمكن من الهروب إلى تونس عام بمساعدة بعض المجاهدين، وعمل بها أستاذا بالمدرسة الصادقية، وفي عام 1960، تحصل على منحة دراسية في القاهرة من وزارة الثقافة بالحكومة المؤقتة، وبعد تخرجه من جامعة القاهرة سنة 1964، رجع إلى الجزائر والتحق بالمعهد التربوي الوطني التابع لوزارة التربية، ولم يلبث إلا حوالي سنة ثم جاءت زوجته إلى الجزائر، وقد كانت سيدة مثقفة تتعاطى الأدب والصحافة.
اشترك في مؤتمرات الكتاب والأدباء العرب، منها مؤتمر كتاب المغرب العربي، الذي انعقد في ليبيا في ربيع عام 1969، ومؤتمر الكتاب والأدباء العرب في تونس، وتولى تحضير ورئاسة مؤتمر الكتاب والأدباء العرب في الجزائر، يوم أصبح رئيسا لاتحاد الكتاب الجزائريين.
في عام 1972، تحصل على شهادة الدكتوراه من جامعة الجزائر بأطروحة تناول فيها الشعر الديني الجزائري الحديث، وشغل منصب الأمين العام المساعد لاتحاد الكتاب الجزائريين. بإشراف الدكتورة، سهير القلماوي، تلميذة طه حسين المفضلة.
كان محررا للصفحة الثقافية في جريدة الشعب.
سنة 1995، عُين سفيرًا للجزائر بسوريا (لسنتين)، ثم مستشارا في المجلس الأعلى للقضاء، ثم نائبا في مجلس الأمة سنة 1998.

## الحياة العائلية
صاهر الركيبي عائلة (حرك) المصرية  ، وله ثلاثة أولاد (هشام وزياد وخليفة).

## مؤلفات
- دراسات في الشعر العربي الجزائري الحديث، القاهرة 1961
- القصة الجزائرية القصيرة، ليبيا، تونس 1977
- تطور النثر الجزائري الحديث، المؤسسة العربية للكتاب (ليبيا، تونس) والمؤسسة الوطنية للكتاب، الجزائر، ط02، سنة 1983، ص 120.1978
- عروبة الفكر والثقافة أولا، الجزائر 1986
- فلسطين في النثر الجزائري الحديث، دمشق 1986.
- وقد صدر عن دار الكتاب العربي سنة 2011 الأعمال الكاملة لعبد الله ركيبي في ستة مجلدات.[8]

- - المجلد 1: الشعر الديني الجزائري الحديث
  - المجلد 2: ذكريات من الثورة الجزائرية، 1954-1958.- الهوية بين الثقافة والديموقراطية.- حوارات صريحة
  - المجلد 3: الأوراس في الشعر العربي.- الشعر في زمن الحرية.- دراسات في الشعر العربي الجزائري الحديث.- قضايا عربية من الشعر الجزائري والمعاصر
  - المجلد 4: الجزائر في عيون الرحالة الإنجليز.- مصرع الطغاة.- القصة الجزائرية القصيرة.- تطور النثر الجزائري الحديث
  - المجلد 5: فلسطين في الأدب الجزائري الحديث.- عروبة الفكر والثقافة أولا...- حاجتنا إلى ثقافة سياسية.- أحاديث في الأدب والثقافة.- الفرانكوفونية مشرقا ومغربا
  - المجلد 6: الشاعر جلواح من التمرد إلى الانتحار.- في مدينة الضباب ومدن أخرى.- نفوس ثائرة

## قيل عنه
وصف الشاعر رابح ظريف الأديب الراحل بأنه «كافح الأمية الأدبية والجمالية مع فجر الاستقلال».